# Ác quỷ Dracula: Huyền thoại chưa kể
Ác quỷ Dracula: Huyền thoại chưa kể (tựa gốc: Dracula Untold) là một phim kinh dị hành động   kỳ ảo  của Mỹ và là phim đầu tay của đạo diễn Gary Shore,kịch bản viết bởi  Matt Sazama  và  Burk Sharpless . Phim chủ yếu dựa trên nội dung tiểu thuyết Dracula (1987) của Bram Stoker. Luke Evans thủ vai nhân vật chính Dracula, với các diễn viên phụ là Sarah Gadon, Dominic Cooper, Art Parkinson,Charles Dance...

## Diễn viên
- Luke Evans vai Vlad "the Impaler" Ţepeş III / Bá tước Dracula, một hoàng tử và anh hùng thời chiến trở thành ma cà rồng để bảo vệ gia đình.
- Dominic Cooper vai Sultan Mehmed II
- Sarah Gadon vai Mirena, vợ của Vlad 
  - Gadon cũng đóng vai Mina Harker
- Art Parkinson vai Îngeraș, con trai của Vlad và Mirena
- Charles Dance vai Master Vampire, ma cà rồng cổ ác độc, kẻ đã trao cho Vlad bản chất ma cà rồng và sức mạnh của mình
- William Houston vai Cazan, cố vấn của Vlad
- Diarmaid Murtagh vai Dumitru, một trong những người của Vlad
- Noah Huntley vai thuyền trưởng Petru, một trong những người của Vlad
- Paul Kaye vai Lucian, một nhà sư
- Zach McGowan vai Shkelgim
- Ferdinand Kingsley vai Hamza Bey, một trong những tướng lĩnh của Mehmed
- Joseph Long vai Turahanoğlu Ömer Bey, một trong những tướng lĩnh của Mehmed
- Thor Kristjansson vai Bright Eyes, một sát thủ trong Quân đội Ottoman